# 宮内治三郎
宮内 治三郎（みやうち じさぶろう、1857年12月12日（安政4年10月26日）- 1906年（明治39年）2月13日）は、明治期の酒造家、実業家、政治家。衆議院議員。

## 経歴
伊予国伊予郡郡中灘町（愛知県伊予郡郡中灘町、郡中町を経て現伊予市灘町）で、酒造家の家に生まれた。酒造業を営む。
1886年（明治19年）町の有志と郡中銀行を設立し、のち頭取を務めた。1889年（明治22年）1月、愛媛県会議員に選出され、同副議長を務め、1894年（明治27年）4月まで在任した。
1894年9月、第4回衆議院議員総選挙（愛媛県第1区、自由党）で当選し、衆議院議員に1期在任した。
実業界では、1894年1月に南予鉄道会社の設立に参画して社長に就任し、1896年（明治29年）7月、郡中－藤原間が開業。また、同年、伊予汽船会社の開業に参画した。